# Rhopalomutillinae
Rhopalomutillinae (лат.) — подсемейство ос-немок (бархатные муравьи, Velvet ants) из семейства Mutillidae отряда Перепончатокрылые насекомые. Около 40 видов.

## Распространение
Афротропика и Юго-Восточная Азия.

## Описание
Мелкие и среднего размера осы-немки (от 5 до 15 мм) с узким стройным телом и коротким опушением. Отличаются половым диморфизмом и форетической копуляцией (единственными, кто ещё из ос-немок переносит самок таким образом, являются некоторые представители подсемейства Myrmosinae). Крылатые самцы в два раза крупнее бескрылых самок. Например, у вида Rhopalomutilla anguliceps (André, 1897) самцы имеют длину от 5,9 до 13,7 мм, а их самки от 3,8 до 6,4 мм. Копуляция происходит в воздухе, самцы уносят в полёт с собой самок, прикрепившихся только гениталиями. Самки почти никогда и не обнаруживаются отдельно и по-видимому ведут подземный образ жизни. Самцы как правило чёрные, бескрылые самки рыжевато-коричневые, сходные с муравьями. У самок ноги с латерально сплющенными голенями и вентрально сплющенными или вогнутыми бёдрами; коготки простые. Между грудью и брюшком узкая перетяжка в виде стебелька петиоля. Эктопаразитоиды личинок и куколок других насекомых.

## Систематика
Состоит из 4 родов. Первоначально Rhopalomutillinae было установлено в 1949 году Р. Шустером (Schuster, R. M., 1949) для одного рода Rhopalomutilla André, 1901 из подсемейства Mutillinae. Окончательный на сегодня состав группы установлен в 2015 году, когда были описаны ещё 3 новых рода ос.
Rhopalomutillinae рассматривается как анцестральная группа, которую ставят в основании филогенетического древа группы высших подсемейств ос-немок: (Rhopalomutillinae + (Dasylabrinae + Ephutinae + Sphaeropthalminae) + (Myrmillinae + Mutillinae)).
- Bischoffiella Brothers & Nonveiller, 2015 (Африка)
- Pherotilla Brothers, 2015 (Африка и южная Азия)[2]
- Rhopalomutilla André, 1901 (Африка)[5]
- Rimulotilla Brothers, 2015 (Африка)